# Милан Петровић (лекар, 1958)
Др Милан Петровић (Лесковац, 1958) српски је лекар, уролог, који је значајно допринео развоју урологије увођењем нових оперативних метода и објављивањем научних публикација.

## Биографија
Лекар на Уролошком одељењу је и др Милан Петровић, који је рођен 1958. године у Лесковцу. Основну школу завршио је у Турековцу, а гимназију у Лебану. Медицински факултет уписао је и завршио у Нишу 1985. године. После завршеног факултета радио је на одређено време на хемодијализи, а затим као волонтер на општој хирургији. Специјализацију из урологије добио је 1991. и завршио је у Београду 1994. године. Потом је наставио да ради као специјалиста у служби урологије. За начелника службе урологије са хемодијализом постављен је 1996. и на тој дужности остаје до 2000. године. У том периоду уводе се нове оперативне методе: радикална простатектомија код Ца простате, пластика УП по Хајнс—Андерсону. Први је урадио на одељењу литоклас у уретеру, уретерорафију код стенозе уретера и прву тоталну цистектомију са Мејнс—Поушом.
Као друштвени радник активан је у Подружници и Секцији уролога СЛД. Учесник је на конгресима и симпозијума као и на Светским конгресима уролога 1997. у Монтреалу, затим на Евроским у Паризу, Бечу и Мадриду и Балканском когресу у Будимпешти. Добитник је захвалнице СЛД 2000. године.